# Wu Yu (boksster)
Wu Yu (Chinees: 吴愉) (Guiding, 13 januari 1995) is een boksster uit China. Zij werd olympisch kampioen in de vlieggewichtklasse op de Olympische Spelen van 2024. Ook won zij goud op de Wereldkampioenschappen boksen in 2023.

## Erelijst

### Olympische Spelen
- 2024 in Parijs, Frankrijk (–50 kg)

### Wereldkampioenschappen
- 2023 in New Delhi, India (–52 kg)

### Aziatische Spelen
- 2022 in Hangzhou, China (–50 kg)

2012: Nicola Adams ·
2016: Nicola Adams ·
2020: Stoyka Krasteva ·
2024: Wu Yu